# Thyssen
Thyssen är en tysk industrikoncern som sedan 1999 är den ena delen av ThyssenKrupp.
ThyssenKrupp har sitt ursprung i Thyssen och Kruppkoncernen. Dessa företag kom under 1800-talet att utvecklas till de största kol- och stålindustrierna i Tyskland och världen. De tillhörde var för sig pionjärerna i Tysklands industrialisering från det att landet enats 1871. 

## Historia

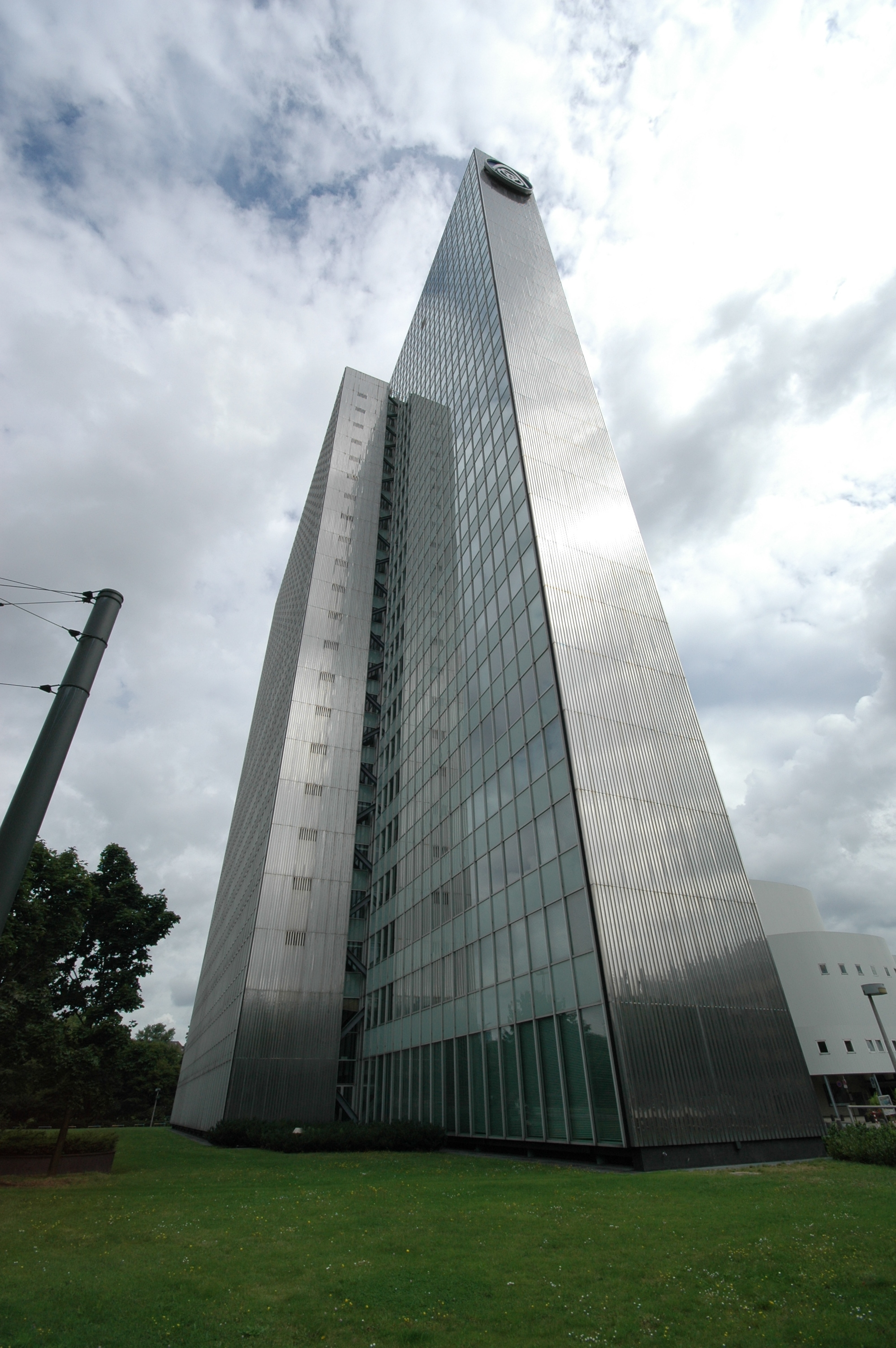
ThyssenKrupps huvudkontor Thyssen-Haus i Düsseldorf.

Thyssen har liksom Krupp en historia som en av de största företagen i Ruhrområdet. Thyssen grundades av August Thyssen 1870 som Walzwerk Thyssen & Co. i Mülheim an der Ruhr. Thyssen hade då 1867 skapat Thyssen-Foussol & Co men detta företag upplöstes 1870 varpå Thyssen startade sitt valsverk. 
1891 offentliggjorde August Thyssen att han tillsammans med brodern Joseph övertagit andelarna i stenkolsverket Deutscher Kaiser. Detta har senare setts som grunden till Thyssenkoncernen. August Thyssen hade redan 1883 börjat förvärva andelar i Deutscher Kaiser då han såg stora potential i verket och området. Fördelarna var den egna gruvan, industrihamnen vid Rhen och anknytning till järnvägen. Dagens ThyssenKrupp tillverkar fortfarande stål här. Under de kommande åren rationerlade, moderniserade och byggde August Thyssen ut verksamheten. Han byggde systematiskt upp koncernen vi utländska gruvor och vidareförändling i verksamheter som varv och maskintillverkning. Thyssen var en föregångare då han skapade ett vertikalt förbund av firmor knutna till ett holdingbolag. 1897 började sonen Fritz Thyssen att verka i företagets ledning. 
Koncernens tillväxt och internationalisering stoppas av första världskriget. Efter en tillbakagång växer företaget genom krigsproduktion under kriget. Efter krigsslutet följder en ny ekonomisk nergång och 1923 följde den franska ockupationen av Ruhrområdet. Fritz Thyssen tillhörde Deutschnationale Volkspartei och motsatte sig den franska ockupationen av Ruhrområdet. Från 1923 stödde han Hitler ekonomiskt och samarbetet fortsatte till mitten av 1930-talet innan han hamnade i konflikt med Hitler. Thyssen förlorar flera utländska bolag men i Tyskland kontrollerar man fortfarande många bolag efter kriget. 1925 skapas en ny koncern där Thyssen kontrollerar en rad gruv- och verkstadsindustrier i Ruhrområdet. 
År 1926 dör August Thyssen och Fritz Thyssen tar över ledningen av koncernen via det nya koncernbolaget Vereinigte Stahlwerke AG. 1934 skapas August Thyssen-Hütte AG för bolagets drift. Under samma tid tar den tyska upprustningen inför andra världskriget fart där Thyssen är en viktig industri. Efter andra världskriget likviderades företaget och återskapades 1953 som ett nytt August Thyssen-Hütte AG med huvudkontor i Duisburg. Efter Fritz Thyssens död 1951 övertog Amélie Thyssen ledningen över Thyssen tillsammans med dottern Anita Gräfin Zichy-Thyssen. Amélie Thyssen grundar ett nytt koncernbolag, Phönix Rheinrohr. 1960 invigs det nya huvudkontoret Thyssen-Haus i Düsseldorf. Thyssen engagerade sig även inom varvsindustrin. Man blev även ägare till Blohm + Voss och senare via Rheinstahl Nordseewerke.
Under 1950- och 1960-talet återförenas alla delar av koncernen utom Thyssensche Bergbau och företaget blir en stålindustri. Koncernen byggs ut genom uppköp av Niederrheinische Hütte AG (1956), Deutsche Edelstahlwerke AG (1957), Phoenix-Rheinrohr AG, Vereinigte Hütten- und Röhrenwerke (1964) och Hüttenwerk Oberhausen AG (1968). Thyssen avancerar till att i mitten av 1960-talet vara världens femte största stålproducent. 1972 har Thyssen 92 000 anställda. 1969 inleds ett samarbete med Mannesmann.

### Diversifiering
I slutet av 1960-talet omstruktureras ståldindustrin och Thyssen startar sin omstrukturering 1973 i och med köpet av Rheinstahl. 1976 fick Rheinstahl namnet Thyssen Industrie AG. Nu blev Thyssen ett företag inom tillverkningsindustrin och tjänstesektorn. 1977 ändrades koncernens namn från August Thyssen-Hütte AG till Thyssen AG. Då hade man 1976 infört Rheinstahls logotyp, Rheinstahlbogen, som ny företagssymbol tillsammans med namnet Thyssen (Thyssenbogen). Under 1980-talet förs de första samtalen om ett samgående med Kruppkoncernen.

### ThyssenKrupp
År 1997 inleddes samtal med Kruppkoncernen om samarbete. Samtalen ledde fram till att företagen gick samman 1999 under namnet ThyssenKrupp.

## Personer
- August Thyssen
- Fritz Thyssen
- Amélie Thyssen
- Anita Gräfin Zichy-Thyssen
- Heinrich Thyssen
- Hans-Heinrich Thyssen-Bornemisza